# The History of Sound
The History of Sound ist ein romantisches Filmdrama von Oliver Hermanus mit Josh O’Connor und Paul Mescal in den Hauptrollen, das lose auf der gleichnamigen Kurzgeschichte von Ben Shattuck basiert. Der Historienfilm feierte im Mai 2025 bei den Internationalen Filmfestspielen in Cannes seine Premiere. Im weiteren Verlauf des Jahres 2025 will der Streamingdienst MUBI The History of Sound in sein Programm aufnehmen. Ende Februar 2026 soll der Film in die deutschen Kinos kommen.

## Handlung
Lionel stammt aus dem ländlichen US-Bundesstaat Kentucky. Dort ist er auf einer Farm mit den Liedern seines Vaters aufgewachsen. Im Jahr 1917 verlässt der talentierte Sänger seine Familie, um das Musikkonservatorium von Boston zu besuchen. Während seiner dortigen Studienzeit macht Lionel die Bekanntschaft mit dem charmanten David, einem Musikkomponisten. Der Kontakt bricht ab, als David Ende des Ersten Weltkriegs in die Armee eingezogen wird.
Nach Ende des Krieges begegnen sich Lionel und David wieder. Beide beschließen, im Winter des Jahres 1920 gemeinsam das ländliche Maine zu bereisen. Dort sammeln sie amerikanische Volkslieder, um sie für zukünftige Generationen zu erhalten.
In seinen Zwanzigern und Dreißigern durchstreift Lionel Europa. Er baut sich ein erfolgreiches und glückliches Leben auf und geht mehrere Liebesbeziehungen ein. Dennoch muss er ständig an die kurze gemeinsame Zeit mit David zurückdenken. Eines Tages offenbart Lionel eine Erinnerung an ihre gemeinsame Arbeit die Besonderheit ihrer Beziehung.

## Literarische Vorlage
Der Film basiert lose auf der Kurzgeschichte The History of Sound von Ben Shattuck aus dem Jahr 1987. Der Erzähler Lionel erklärt darin, dass er nicht nur ein perfektes Gehör besitzt, sondern Geräusche auch sehen und sogar schmecken kann. Als junger Mann war er ein hervorragender Sänger und an einem Elite-Konservatorium in Boston eingeschrieben. Es ist schwer für Lionel zu verstehen, dass nicht jeder Musik wie er hört. Lionels wankelmütige Persönlichkeit ist wahrscheinlich der Grund, warum er noch nie in seinem Leben eine dauerhafte Beziehung hatte. Das einzige Mal, dass er wirklich verliebt war, war in David, den jungen Mann, mit dem er 1919 auf seine Musikkatalogisierungsreise ging, gleich nachdem David aus dem Krieg zurückgekehrt war. Vor dem Krieg hatten sie eine kurze Affäre. David verließ das College, ließ seine Mutter alleine auf der Farm zurück und kümmerte sich nicht um die verrottende Ernte. Lionel glaubte, das Bowdoin College habe diese Studie in Auftrag gegeben, obwohl David in Wahrheit die gemeinsame Reise bezahlte. David starb vom Krieg gezeichnet wenige Monate nach dem Ende der Reise. Als Lionels Stimme Jahrzehnte später nachlässt, beginnt er mit dem Schreiben, und gelangt zudem in den Besitz von alten Wachsaufnahmen von Liedern, die David damals von ihm machte.
Shattuck wurde für die Geschichte mit dem Pushcart-Preis ausgezeichnet. Der US-Amerikaner ist nicht nur Schriftsteller, sondern auch Maler und lebt an der Küste von Massachusetts. Er ist Absolvent des College of Architecture, Art, and Planning der Cornell University und war Teaching-Writing Fellow des Iowa Writers' Workshops. Im Jahr 2017 wurde er mit dem PEN America Best Debut Short Story Award ausgezeichnet. Seine Texte wurden unter anderem im Harvard Review und in The New Republic veröffentlicht.
Die so genannten Field-Recordings, die David und Lionel im Roman erstellen, um Lieder für die Nachwelt zu katalogisieren, bescherten dem US-amerikanischen Folklore- und Musikforscher Alan Lomax Berühmtheit. Im Film Like A Complete Unknown gehört Lomax zu den Gegnern elektronisch verstärkter Musik, wie sie Bob Dylan vorantreibt.

## Produktion

### Filmstab
Regie führt der Südafrikaner Oliver Hermanus. Es handelt sich um seinen sechsten Spielfilm. Bekannt wurde Hermanus vor allem durch seine Filmdramen Moffie von 2019 und Living – Einmal wirklich leben von 2022. Auch bei Moffie handelte es sich um eine Literaturverfilmung mit schwuler Thematik. Für The History of Sound schrieb Autor Shattuck auch das auf seiner Kurzgeschichte basierende Drehbuch. Mit Filmeditor Chris Wyatt arbeitete Hermanus bereits für Living – Einmal wirklich leben zusammen.

### Besetzung und Dreharbeiten
Paul Mescal und Josh O’Connor spielen in den Hauptrollen Lionel und David. Chris Cooper spielt Lionel als älteren Mann. Molly Price spielt Lionels Mutter und Raphael Sbarge Lionel Senior. In weiteren Rollen sind Hadley Robinson als Belle, Alessandro Bedetti als Vincent, Emma Canning, Briana Middleton, Gary Raymond und Michael Schantz zu sehen. Das Casting übernahm Susan Shopmaker.
Gedreht wurde von März bis Mai 2024 in New York und im Norden von Hoboken in New Jersey, hier unter anderem im Gebäude von/der Elks Lodge und in der Umgebung der 10th Street und der Willow Avenue. Als Kameramann fungierte Alexander Dynan, der zuletzt für die Filme First Reformed,  Master Gardener und The Card Counter von Paul Schrader tätig war.

### Marketing und Veröffentlichung
Erstes Bildmaterial wurde Anfang Mai 2025 vorgestellt. Die Premiere des Films war am 21. Mai bei den Internationalen Filmfestspielen in Cannes, wo er im Wettbewerb um die Goldene Palme konkurriert. Die Rechte sicherte sich der Streamingdienst MUBI und plant, The History of Sound im Laufe des Jahres 2025 zu veröffentlichen. Focus Features / Universal Pictures International sicherten sich die internationalen Rechte. Der Kinostart in Deutschland ist am 26. Februar 2026 geplant.

## Rezeption

### Kritiken
Von den bei Rotten Tomatoes aufgeführten Kritiken sind rund zwei Drittel Prozent positiv.
Thomas Schultze schreibt in seiner Kritik, mit The History of Sound stehe nun fest, dass Oliver Hermanus seinen sorgfältigen Inszenierungsstil mit Charakterentwicklung ohne Hast und mit einem klaren Fokus auf die Darstellerleistungen nunmehr verinnerlicht habe: „Jede Bewegung sitzt, jeder Ausschnitt stimmt, jede Komposition erfüllt ihren Zweck, um eine vergangene Ära mit einem Höchstmaß an Detailverliebtheit zu Leben zu erwecken, in der die Hauptfiguren mit den Konventionen der Zeit konfrontiert werden und im Zweifelsfall daran zerschellen.“ Die Wanderschaft gebe den beiden jungen Männern die Möglichkeit, ihrer gegenseitigen Leidenschaft Ausdruck zu geben. Hermanus gehe es nicht um die Beziehung, es gehe ihm um ihre Auswirkungen für das Leben von Lionel. Die Geschichte dieser großen Leidenschaft werde ganz fein gespielt von Paul Mescal und Josh O’Connor in den Hauptrollen, während sich im Hintergrund die Direktheit amerikanischer Folkmusik und die Opulenz klassischer Kompositionen verbinden zu einem Bildteppich menschlicher Erfahrung.

### Auszeichnungen
Internationale Filmfestspiele von Cannes 2025
- Nominierung für die Goldene Palme (Oliver Hermanus)
- Nominierung für die Queer Palm (Oliver Hermanus)